# Rivière Milot
Pour les articles homonymes, voir Milot.
La rivière Milot est un affluent de la rivière Alex, coulant dans le territoire non organisé de Passes-Dangereuses (MRC de Maria-Chapdelaine) et la municipalité de Saint-Ludger-de-Milot (MRC de Lac-Saint-Jean-Est), dans la région administrative du Saguenay-Lac-Saint-Jean, au Québec, au Canada. La partie supérieure du cours de cette rivière coule dans la zec des Passes. Il traverse le canton Milot.

## Géographie
La route forestière R0250 (chemin de Chute-des-Passes) dessert la zone de l'embouchure de la rivière Milot. Le chemin du lac Travers dessert la partie supérieure de la vallée de la rivière Milot.
Les principaux bassins versants voisins de la rivière Milot sont :
- côté nord : rivière Épiphane, Petite rivière Péribonka, rivière des Aigles, rivière Manigouche, rivière des Épinettes Noires, rivière à Patrick, rivière du Nord, rivière Alex ;
- côté est : rivière Épiphane, rivière Alex, lac Bernabé, rivière du Banc de Sable, rivière Brûlée, rivière Péribonka ;
- côté sud : rivière Saint-Ludger, rivière à Michel, rivière Alex, Petite rivière Péribonka, rivière Péribonka ;
- côté ouest : rivière Saint-Ludger, rivière à Michel, rivière Mistassibi, Petite rivière Péribonka[2].

La rivière Milot prend sa source au lac Croche (altitude : 193 m).
À partir de sa source la rivière coule sur environ 13 km entièrement en zones forestières selon les segments suivants :
- vers le sud-est notamment en traversant le lac aux Foins (altitude : 185 m) sur sa pleine longueur puis jusqu'à la décharge du lac Milot venant du nord-est ;
- vers le sud-ouest, en coupant la route forestière R0250, jusqu'à sa confluence rive droite avec la rivière Alex.

Le courant poursuit son cours jusqu'à la rivière Péribonka, un affluent du lac Saint-Jean qui se déverse dans la rivière Saguenay qui coule jusqu'à estuaire du Saint-Laurent.

## Toponymie
Le terme « Milot » constitue un patronyme de famille d'origine française.
Le toponyme « rivière Milot » a été officialisé le 5 décembre 1968 à la Banque des noms de lieux de la Commission de toponymie du Québec.